# Torremolinos 73
Torremolinos 73 är en spansk-dansk komedifilm från 2003. Filmen är Pablo Bergers långfilmsdebut.

## Handling
Filmen utspelar sig i Spanien 1973. Franco är på väg bort från makten och Spanien är i förändring. Äkta paret Alfredo och Carmen Lopez liv är också i förändring.
Då de befinner sig i en ekonomisk knipa får de ett mycket ovanligt erbjudande. Under förespeglande att de skall bidra till audiovisuella lexikon om människans fortplantning ska de filma Super 8-film från sitt sovrum för vidareförsäljning till det frisinnade Skandinavien.
Först verkar uppgiften vara en oskyldig väg ur en ekonomisk knipa, men plötsligt tar projektet fart och Carmen virvlas mot en erotisk berömmelse som är svår att kontrollera.